# El Calabocito
El Calabocito är en ort i Mexiko.   Den ligger i kommunen La Piedad och delstaten Michoacán de Ocampo, i den centrala delen av landet, 300 km väster om huvudstaden Mexico City. El Calabocito ligger 1 684 meter över havet och antalet invånare är 120.
Terrängen runt El Calabocito är huvudsakligen platt, men västerut är den kuperad. Runt El Calabocito är det ganska tätbefolkat, med 104 invånare per kvadratkilometer. Närmaste större samhälle är La Piedad Cavadas, 4,6 km nordväst om El Calabocito. Trakten runt El Calabocito består till största delen av jordbruksmark.